# Emma Pomilio
Emma Pomilio (Avezzano, 1º luglio 1955) è una scrittrice italiana.

## Biografia
Laureata in lettere classiche all'Università La Sapienza di Roma, si dedica da anni allo studio della famiglia e della società del mondo romano, con particolare interesse per l'istituto della schiavitù. È nipote dello scrittore abruzzese Mario Pomilio.
I suoi romanzi sono ambientati nell'antica Roma: ha esordito nella narrativa nel 2005 con il romanzo storico Dominus che racconta la rivolta di Spartaco; con Il ribelle ha aperto la serie Il romanzo di Roma curata da Valerio Massimo Manfredi.
Nel 2015 ha scritto il giallo storico La vespa nell'ambra ambientato a Roma durante la dittatura di Cesare.
Nel 2019 è uscito I Tarquini - La dinastia segreta. Nel 2022 il romanzo viene ristampato ne La grande Roma dei Tarquini, che contiene anche il seguito La vera storia del Superbo.

## Opere
- Dominus, Mondadori (2005)
- La notte di Roma, Mondadori (2008)[5]
- Il ribelle - L'avventura della fondazione, Mondadori (2009)
- Il sangue dei fratelli, Mondadori (2011)[6]
- La vespa nell'ambra, Mondadori (2015)[2]
- I Tarquini - La dinastia segreta, Mondadori (2019)
- La grande Roma dei Tarquini, Mondadori (2022)